# Örebro Idrottsklubb (1919)
Örebro IK, Örebro Idrottsklubb, var en idrottsklubb från Örebro som grundades den 15 juli 1919. Föreningen skall inte förväxlas med varken den tidigare klubben med samma namn som övergick i IFK Örebro eller Örebro SK:s senare avknoppade ishockeyverksamhet. Klubben spelade två säsonger i Sveriges näst högsta division i fotboll; 1932/33 som Örebro IK och 1940/41 som Örebro FF. 

## Örebro FF
Örebroföreningarnas medelmåttiga resultat under 1930-talet där varken ÖIK, Forward, Svenske eller Örebro Sport kunde uppvisa några goda resultat föranledde diskussioner om sammanslagning av klubbarna för att skapa en stark förening i staden. ÖSK drog sig ur diskussionerna men 1940 sammanslogs ÖIK med IFK Örebro och IK Svenske i Örebro FF. Den nybildade föreningen kom tack vare en uppstånden vakans att spela i division II 1940/41. Klubben slutade på sista plats men upplöstes efter säsongen. Örebro IK övertog platsen i division III, IFK Örebro fick börja om längst ned i seriesystemet medan Svenske ej återstartades.

## Bandy
I bandy spelade ÖIK i division II 1931-1933.

## Volleyboll
Dess herrvolleybollag spelade också en säsong i elitserien.

## Färger
Örebro IK:s klubbemblem gick i mörkgrönt och guld medan Örebro FF:s gick i vitt, grön och guld.

## Upplösning
De sista spår som står att finna efter föreningen är degraderingen av dess fotbollslag från tredjeserien säsongen 1946/1947.